# Daubentonia robusta
Espèce
Daubentonia robusta est une espèce de lémurien aujourd'hui éteinte.
Des subfossiles d'une forme géante d'aye-aye ont été découverts sur de nombreux sites dispersés au sud et au sud-ouest de l'île de Madagascar, en dehors de la zone de distribution connue de l'aye-aye vivant ou commun.

## Caractéristiques
Les restes découverts en 2004 consistent en quatre incisives, un tibia, et le matériel post-crânien.
L'aye-aye subfossile, nommé Daubentonia robusta, déjà décrit en 1935, possède des os de membres massifs et très robustes impliquant une espèce avec un poids corporel 2,5 à 5 fois plus grand que celui des espèces vivantes.
On ignore encore la façon dont une espèce aussi volumineuse, avec les mêmes spécialisations des dents et des mains que les espèces vivantes, a pu exister dans un environnement xérique.

## Extinction
Pour les scientifiques, l'espèce dont le mode de vie est totalement inconnu a disparu il y a moins de 1 000 ans.
Les dents ont été utilisées par les humains comme matériau de bijouterie.
La présence humaine, depuis 1 500 ans environ, a pu influer sur l'extinction de l'espèce.